# Ulykkesforsikring
En ulykkesforsikring er en forsikring, som udbetales i tilfælde af personulykker og -tilskadekomst.
En ulykkesforsikring kan enten dække alle ulykker eller kun ulykker opstået i arbejdstiden.
Mange virksomheder tilbyder deres medarbejdere ulykkesforsikringer.
I Danmark er lønmodtagere som arbejder mindst 400 timer årligt dækket af den lovpligtige arbejdsskadeforsikring i arbejdstiden.
| Økonomi | Spire Denne artikel om økonomi er en spire som bør udbygges. Du er velkommen til at hjælpe Wikipedia ved at udvide den. |